# Фенциклидин
Фенциклидинът е химично вещество с формула C17H25N, наркотик с халюциногенно и дисоциативно действие.

## История
Създаден е през 50-те години на XX век с анестезиологични цели, но не е одобрен в хуманната медицина заради силните си странични ефекти – делир и ажитация.
След 60-те години фенциклидинът се приема незаконно под формата на таблетки, но употребяващите го забелязват, че отнема много време, докато се усетят ефектите му, като не пренебрегват и непредвидимите му ефекти, затова популярността му спада.
През 70-те години се появява прахообразната му форма и оттогава се употребява чрез смъркане или пушене.

## Описание
Фенциклидинът работи като антагонист на NMDA рецептора. Предозирането му води до загуба на равновесие, параноя, агресия, гадене и повръщане, високо кръвно налягане, атаксия, загуба на съзнание, гърчове и дори смърт.
Фенциклидинът е известен и като ангелски прах.